# Forstmeister (Adelsgeschlecht)

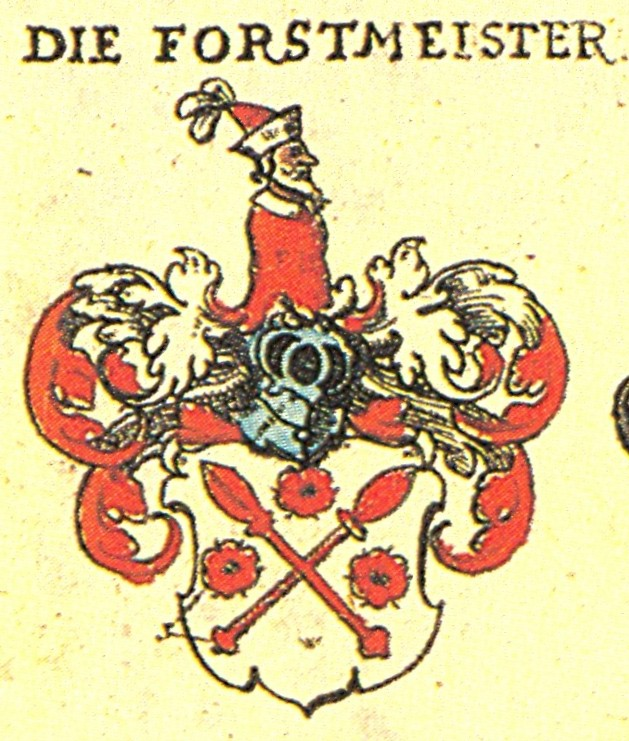
Familienwappen in Siebmachers Wappenbuch

Die Familie der Forstmeister, auch von Rothenkolben und Forstmeister von Lebenhan, war ein fränkisches Adelsgeschlecht, das 1629 erloschen ist.
Sie sind nicht zu verwechseln mit den hessischen Forstmeister von Gelnhausen.

## Geschichte
Der Salzgau mit dem Salzforst in Unterfranken war ein Königsgut im Eigentum der deutschen Könige und Kaiser. Schon zu Zeiten Karls des Großen wurden im Salzforst Bienenwarte und Honigschneider angestellt. Im Jahr 1000 schenkte Kaiser Otto III. den Salzgau mit dem umfangreichen Forst an die Bischöfe von Würzburg. Diese übertrugen die Verwaltung des Forstes an die Grafen von Henneberg. Die Henneberger beauftragten 1303 den Ministerialen Dietrich Rothenkolben (der sich nach seinem Wappen benannte) mit der Verwaltung des Forstes. 
Die Herren von Rothenkolben sind auch in Roth an der Saale, Hohenroth, Niederlauer und in Unterebersbach nachgewiesen. Ende des 13. Jahrhunderts wurden sie nach dem Aussterben der Herren von Lewenhagen auch in Lebenhan begütert. Das Geschlecht derer von Rothenkolben übersiedelte damals von Neustadt an der Saale nach Lebenhan und übernahm den dortigen Amtssitz. Die Forstmeister von Rothenkolben spalteten sich in die Zweige Lebenhan, Unterebersbach und Steinach auf. Die Familie erhielt auch einen Teil der Ganerbenburg Salzburg als Wohn- und Amtssitz. Als Teil der Reichsritterschaft waren die Forstmeister von Rothenkolben und Lebenhan im Ritterkanton Rhön-Werra immatrikuliert. Mit Amalia von Forstmeister kam die vorletzte Äbtissin des Benediktinerinnenklosters Kitzingen aus der Familie.
Fürstbischof Julius Echter hob 1587 das Forstmeisteramt auf, zumal die Forstmeister im Lauf der Jahrhunderte zunehmend ihre Kompetenzen überschritten hatten. Der Lebenhaner Zweig starb 1603 mit Wilhelm von Rothenkolben aus. Durch dessen Tochter Ursula, die mit dem fürstbischöflichen Amtmann von Fladungen, Otto Wilhelm von Gebsattel verheiratet war, kam dessen Familie in den Besitz der Rothenkolbischen Güter in Lebenhan. Die Familie Gebsattel baute das dortige Gutshaus 1750 zu einem dreistöckigen barocken Schloss um und behielt das Gut bis 1865 in ihrem Besitz. Die Familie erlosch 1629 im Mannesstamm mit Melchior Adolf von Rothenkolben, Forstmeister von Lebenhan zu Steinach.

## Wappen
Blasonierung: In Silber zwei schräggekreuzte rote Kolben, von 3 (1:2) roten Rosen begleitet. Helmzier ein bärtiger Männerrumpf in roter Gewandung, auf dem Haupt ein roter, silbern gestulpter Hut, oben mit drei silbernen Straußenfedern besteckt. Helmdecken rot-silbern.
Heutige Gemeindewappen erinnern noch an den Einfluss der Familie der Forstmeister.

Hohenroth
Niederlauer
Steinach (Bad Bocklet)